# Arraute-Charritte
Arraute-Charritte è un comune francese di 373 abitanti situato nel dipartimento dei Pirenei Atlantici nella regione della Nuova Aquitania.
Il comune fu creato il 27 giugno 1842 riunendo i comuni di Arraute e di Charritte-Mixe.

## Società

### Evoluzione demografica
Abitanti censiti